# Nižná Voľa
Nižná Voľa es un municipio del distrito de Bardejov en la región de Prešov, Eslovaquia, con una población estimada a final del año 2024 de 269 habitantes.
Se encuentra ubicado en el centro-norte de la región, cerca del río Topľa (cuenca hidrográfica del río Tisza) y de la frontera con Polonia.

## Demografía
| Año        | 1994 | 2004     | 2014    | 2024    |
| ---------- | ---- | -------- | ------- | ------- |
| Población  | 270  | 298      | 288     | 269     |
| Diferencia |      | +10,37 % | −3,35 % | −6,59 % |

| Año        | 2023 | 2024 |
| ---------- | ---- | ---- |
| Población  | 269  | 269  |
| Diferencia |      | +0 % |